# Cyphomyrmex nemei
Cyphomyrmex nemei är en myrart som beskrevs av Kusnezov 1957. Cyphomyrmex nemei ingår i släktet Cyphomyrmex och familjen myror. Inga underarter finns listade i Catalogue of Life.